# 鈴木健二 (特撮監督)
鈴木 健二（、1957年〈昭和32年〉〈昭和32年〉7月9日 - ）は、日本の特撮監督。茨城県出身。

## 人物・来歴
東放学園卒業後、1970年代からフリーの助監督として活動。『西遊記』や『ウルトラマン80』で円谷プロダクションの特撮班に参加した。
『ゴジラvsキングギドラ』から川北紘一の下でチーフ助監督を担当し、『モスラ3 キングギドラ来襲』で特殊技術としてデビュー。『超星神グランセイザー』からは本編の演出も担当する。『ウルトラマンメビウス』では初めて本編監督と特技監督を兼任した。

## 作風
CGはあまり好きではないと述べており、できる限り現場で撮影してできない部分をCGでフォローしてもらうのが理想的な形としている。ゴジラシリーズの演出では、ゴジラの生物感を重視しており、観客にゴジラと共感してもらいたいと述べている。
特撮班カメラマンの江口憲一によれば、鈴木は川北の下で長くやっていたことから現場の撮り方は大きく変わらなかったが、川北が独断でやっていく巨匠であったのに対し、鈴木はスタッフの意見を取り入れていく姿勢であった。また、川北は絵コンテから膨らませて撮っていたが、鈴木はコンテに忠実に撮影しており無駄が少なかったという。『モスラ3』では、月をバックにモスラが飛来するシーンなど、川北なら恥ずかしがりそうな大胆な発想を取り入れていたが、一方でフォグや火薬などは川北よりも控えめで品が良かったと評している。
『ゴジラ×メカゴジラ』では特生自衛隊隊員としてカメオ出演している。

## 担当作品

### 映画作品
- 1981年『連合艦隊』 - 助監督[3][13]
- 1983年『だいじょうぶマイ・フレンド』 - 助監督[2]
- 1984年『さよならジュピター』 - 助監督[3][13]
- 1984年 『ゴジラ』 - メイキング班[13]
- 1985年『タンポポ』 - 助監督[2]
- 1991年『ゴジラvsキングギドラ』 - チーフ助監督[3][1]
- 1992年『ゴジラvsモスラ』 - チーフ助監督
- 1993年『ゴジラvsメカゴジラ』 - チーフ助監督
- 1994年『ヤマトタケル』 - チーフ助監督
- 1994年『ゴジラvsスペースゴジラ』 - チーフ助監督
- 1995年『ゴジラvsデストロイア』 - チーフ助監督[12]
- 1996年『モスラ』 - チーフ助監督
- 1997年『モスラ2 海底の大決戦』 - チーフ助監督
- 1998年『モスラ3 キングギドラ来襲』[7][1]
- 1999年『ゴジラ2000 ミレニアム』 - 特殊技術[出典 9]
- 2000年『ゴジラ×メガギラス G消滅作戦』 - 特殊技術[出典 10]

### テレビ作品
- 1980年『ウルトラマン80』（TBS）[13][11]
- 2001年-2002年『ウルトラマンコスモス』（毎日放送）
- 2003年-2004年『超星神グランセイザー』（テレビ東京） - 本編演出[11]
- 2004年-2005年『幻星神ジャスティライザー』（テレビ東京） - 本編演出[11]
- 2005年-2006年『ウルトラマンマックス』（CBC）
- 2006年-2007年『ウルトラマンメビウス』（CBC） - 本編&特撮演出
- 2007年『ULTRASEVEN X』（CBC） - 本編演出

### その他
- 2019年『夢の挑戦 ゴジラ須賀川に現る』（演出） - 円谷英二ミュージアムで限定公開される特別映像[出典 11]。